# (1164) Kobolda
(1164) Kobolda es un asteroide del cinturón de asteroides descubierto el 19 de marzo de 1930 por Karl Wilhelm Reinmuth desde el observatorio de Heidelberg-Königstuhl, Alemania.

## Designación y nombre
Kobolda fue designado inicialmente como 1930 FB.
Más tarde se nombró en honor del astrónomo alemán Hermann Kobold (1858-1942).